# 国際連合安全保障理事会決議1070
国際連合安全保障理事会決議1070（こくさいれんごうあんぜんほしょうりじかいけつぎ1070 英: United Nations Security Council Resolution 1070）は、1996年8月16日に国際連合安全保障理事会において採択された決議。1995年6月26日にエチオピアの首都であるアディスアベバで開催されたアフリカ統一機構（OAU）の会議に参加していたエジプトのホスニー・ムバーラク大統領の暗殺未遂事件に関する決議1044（1996年1月31日に全会一致で採択：エジプト大統領暗殺未遂事件の容疑者引き渡しをスーダン政府に要求）と決議1054（1996年4月26日に賛成票多数で採択：エジプト大統領暗殺未遂事件の容疑者引き渡しに応じないスーダン政府への制裁）を踏まえた上で、国際連合安全保障理事会はエジプト大統領暗殺未遂事件の容疑者をエチオピアに引き渡すとするアフリカ統一機構の要請にスーダン政府が応じなかったため、スーダン政府に対し新たな航空制裁を科すこととした。
新たな航空制裁を科すことに伴い、国際連合安全保障理事会はムバーラク大統領暗殺未遂事件に対して警鐘を鳴らすとともに、容疑者を即刻裁判にかけるべきであると提言した。なおアフリカ統一機構（OAU）は今回の大統領暗殺未遂事件についてアフリカ全体の安定を取り乱す攻撃であるとの見解を示した。さらにアフリカ統一機構はスーダン政府が容疑者引き渡しの要請に応じていないことを指摘し、さらにはOAEが関与しているかどうかについての指摘がなされた。この指摘に倣って、国際連合安全保障理事会は改めて国際テロ行為を撲滅させることへの決意を露わにした。
国際連合安全保障理事会はスーダン政府に対し国際連合憲章第7章に基づいて、エジプト大統領暗殺未遂事件の容疑者の身柄引き渡しを求めるアフリカ統一機構の求めに応じるように要求した。さらにいくつかの国が過去の決議で採択された事案を履行するために実施した措置が指摘されたが、未回答の国に対しては国際連合のブトロス・ブトロス＝ガーリ事務総長にできるだけ早急に事案を履行するために実施した措置を報告するように提言した。
決議1070においてはスーダンおよびスーダン航空の旅客機に対する世界各国の空港への離着陸、および世界各国の上空を通過することを禁じる決定がなされた。これらの措置は決議から少なくとも90日間を過ぎてから発効されることになった。さらに国際連合安全保障理事会はブトロス・ブトロス＝ガーリ事務総長にアフリカ統一機構の要請に対するスーダンの対応についての報告を1996年11月15日までに行うように要求した。
決議1070は13か国の賛成票により採択されたが、常任理事国の中国とロシアが投票を棄権した。